# عقد 1910
| 1910 \| 1911 \| 1912 \| 1913 \| 1914 \| 1915 \| 1916 \| 1917 \| 1918 \| 1919 |

بدأ هذا العقد من 1 يناير 1910 إلى 31 ديسمبر 1919. وهو العقد الثاني من القرن 20. شكلت سنوات هذا العقد أوج العسكرية الأوروبية التي بدأت منذ النصف الثاني من القرن التاسع عشر. فتغيرت في النصف الأول من العقد أنماط الحياة المحافظة إلى الأبد، وكذلك انهار ماتبقى من إرث التحالفات العسكرية بعيد اغتيال الأرشيدوق فرانز فرديناند في 28 يونيو 1914 الوريث المفترض لعرش النمساوية-المجرية. وأثار ذلك الاغتيال سلسلة من الأحداث التي اندلعت بعدها ب30 يوما الحرب العالمية الأولى في أوروبا. فاستمر الصراع حتى اعلان وقف إطلاق النار في 10 نوفمبر 1918 والتي قادت إلى معاهدة فرساي المثيرة للجدل فتم توقيع الحلفاء عليها من جانب واحد في 28 يونيو 1919.
أثارت نهاية الحرب سقوط الممالك الهرمة وانهيار آخر الإمبراطوريات الحديثة من روسيا وألمانيا والدولة العثمانية والنمسا-المجر، حيث انقسمت تلك الأخيرة إلى النمسا وهنغاريا وجنوب بولندا (التي حصلت على معظم أراضيها في حربها مع روسيا السوفياتية) وتشيكوسلوفاكيا ويوغوسلافيا فضلا عن توحيد رومانيا مع مولدوفا وترانسلفانيا. ومع هذا فقد كان لكل من تلك الدول (مع استثناء محتمل ليوغوسلافيا) أقليات ضخمة من الألمان والمجر، مما خلق ظهور بعض المشاكل غير المتوقعة التي خرجت إلى دائرة الضوء في العقدين التاليين.
وقد مر على العقد فترة من الثورات في عدة دول. حيث اضحت الثورة المكسيكية رأس حربة لهذا التوجه في نوفمبر 1910 فقد أدى الإطاحة بالدكتاتور بورفيريو دياز إلى تطورت الأمور لحرب أهلية حتى منتصف 1920، ثم لم يمض وقت طويل بعد التوقيع على دستور المكسيك الجديد، حتى اندلعت الثورة الروسية حيث كان لها نفس المصير، فاندلاع الحرب العالمية الأولى أدى إلى انهيار المعنويات فضلا عن الفوضى الاقتصادية، وشجع هذا المناخ على تأسيس البلشفية التي تغير اسمها لاحقا إلى الشيوعية. كما هو الحال في الثورة المكسيكية فإن الثورة الروسية 1917 والتي عرفت باسم ثورة أكتوبر قد تحولت مباشرة إلى الحرب الأهلية الروسية التي استمرت حتى أواخر عام 1920.
كانت الموسيقى في تلك السنين تجهز بالقاعات. وجهزت العديد من المطاعم العصرية بقاعة رقص. ثم بدأ حظر الكحوليات في الولايات المتحدة بتاريخ 16 يناير 1919 مع التصديق على التعديل الثامن عشر لدستور الولايات المتحدة.

## السياسة والحروب

### الحروب
- الحرب العالمية الأولى (1914–1918)

- اغتيال الأرشيدوق فرانز فرديناند ولي عهد النمسا-المجر في سراييفو أدت إلى اندلاع الحرب العالمية الأولى.
- الحرب العالمية الأولى (1914–1918).
- توقيع ألمانيا لمعاهدة فرساي بعد خسارتها الحرب العالمية الأولى.
- مذابح الأرمن مع بداية الحرب العالمية في سنة 1915 وقد تميزت بحصول مذابح وتهجير حيث تشمل مسيرات قسرية في ظل ظروف مهيئة لموت المهجرين، ويتراوح العدد الكلي لأعداد القتلى الأرمن مابين المليون ومليون ونصف مليون حسب مصادر غير تركية.

- حرب وداي بين الفرنسيين وسلطنة وداي (1909–1911).
- الحرب العثمانية الإيطالية (1911–1912).
- حرب البلقان الأولى (1912–1913) – حربين حصلتا في جنوب شرق أوروبا خلال سنين 1912 و1913.
- معركة ضم الأحساء (1913) (1913)
- حرب استقلال لاتفيا (1918-1920) – نزاع عسكري في لاتفيا بين جمهورية لاتفيا والجمهورية السوفيتية الروسية.

### النزاعات الداخلية
- ثورة أكتوبر في روسيا يؤدي إلى أول الحكومة الشيوعية؛ الاضطرابات السياسية في روسيا بلغ ذروتها عند استيلاء الشيوعيين على البلاد واغتيال القيصر نيكولاس الثاني والعائلة المالكة.
- الثورة الروسية (1917) هو مصطلح جماعي لسلسلة من الثورات في روسيا سنة 1917 دمرت الاستبداد القيصري وأدت إلى إنشاء الاتحاد السوفياتي.
- مذبحة جليانوالا باغ في الراج البريطاني بالهند تبذر بذور السخط وتؤدي إلى ولادة حركة الاستقلال الهندية.
- ثورة شينهاي تسببت بخلع حكم أسرة تشينغ من الصين وإنشاء جمهورية الصين.
- الثورة المكسيكية (1910-1911) حيث أعلن فرانسيسكو ماديرو بطلان انتخابات 1910 وإلغاءها، ونادى بالثورة المسلحة في الساعة ضد حكم شرعة الرئيس الدكتاتور بورفيريو دياز. وبعدها بست أشهر أطاحت الثورة بالرئيس دياز (والذي حكم من 1876إلى 1880 ثم 1884). ولكن الثورة تطورت شيئا فشيئا إلى حرب أهلية بين مختلف الفصائل والمراحل، حتى وصلت ذروتها مع ظهور دستور المكسيك 1917، وإن استمرت الحرب بعدها لثلاث سنوات.

### التحولات السياسية الكبرى
- أصبحت البرتغال أول دولة جمهورية في القرن بعد ثورة 5 أكتوبر 1910، منهية نظامها الملكي القديم وأنشئت الجمهورية البرتغالية الأولى سنة 1911.
- ألمانيا تلغي النظام الملكي بعد ثورة نوفمبر لتصبح جمهورية تحت سيادة حكومة جديدة منتخبة تسمى جمهورية فايمار.
- جورج الخامس يصبح ملك بريطانيا
- بداية التحالف الثلاثي والوفاق الثلاثي.
- تفكك كلا من امبراطورية ألمانيا الاستعمارية والنمسا-المجر والإمبراطورية الروسية والدولة العثمانية وإعادة تنظيم حدود الدول الأوروبية الإقليمية، وإنشاء عدة دول أوروبية وكيانات إقليمية جديدة، مثل: النمسا وتشيكوسلوفاكيا واستونيا مدينة دانزيغ الحرة وهنغاريا ولاتفيا وليتوانيا وبولندا وسار وأوكرانيا لفترة قصيرة ويوغوسلافيا.
- المبادئ الأربعة عشر التي صاغها رئيس الولايات المتحدة وودرو ويلسون دافع بها عن حق الأمم في تقرير مصيرها
- صعود البلاشفة إلى السلطة في روسيا بقيادة فلاديمير لينين وإنشاء جمهورية روسيا السوفيتية الاتحادية الاشتراكية وهي أول دولة التزمت بإنشاء الشيوعية.

### انهاء الاستعمار والاستقلال
- أدت ثورة عيد الفصح في ايرلندا ضد بريطانيا إلى استقلال ايرلندا.
- نالت عدة شعوب في أوروبا الشرقية استقلالها حيث استبدلت دولهم بالإمبراطوريات متعددة الأعراق.
- تأسيس جمهورية الصين في 1 يناير 1912.

## اغتيالات
تميز عقد 1910 باغتيال عدد من الشخصيات البارزة:
- 18 مارس 1913: جورج الأول ملك اليونان
- 11 يونيو 1913: محمود شوكت باشا الصدر الأعظم للدولة العثمانية
- 28 يونيو 1914: اغتيال الأرشيدوق فرانز فرديناند ولي عهد النمسا-المجر في سراييفو أدت إلى اندلاع الحرب العالمية الأولى.
- 16/17 يوليو 1918: إطلاق النار على الإمبراطور الروسي السابق نيكولاس الثاني وزوجته وأولادهما الخمسة وأربعة أتباع في بيت إيباتيف في يكاترينبورغ وجمهورية روسيا الاتحادية الاشتراكية السوفيتية في أعقاب ثورة أكتوبر 1917 واغتصاب البلاشفة السلطة.
- 10 أبريل 1919: إيمليانو زاباتا

## كوارث

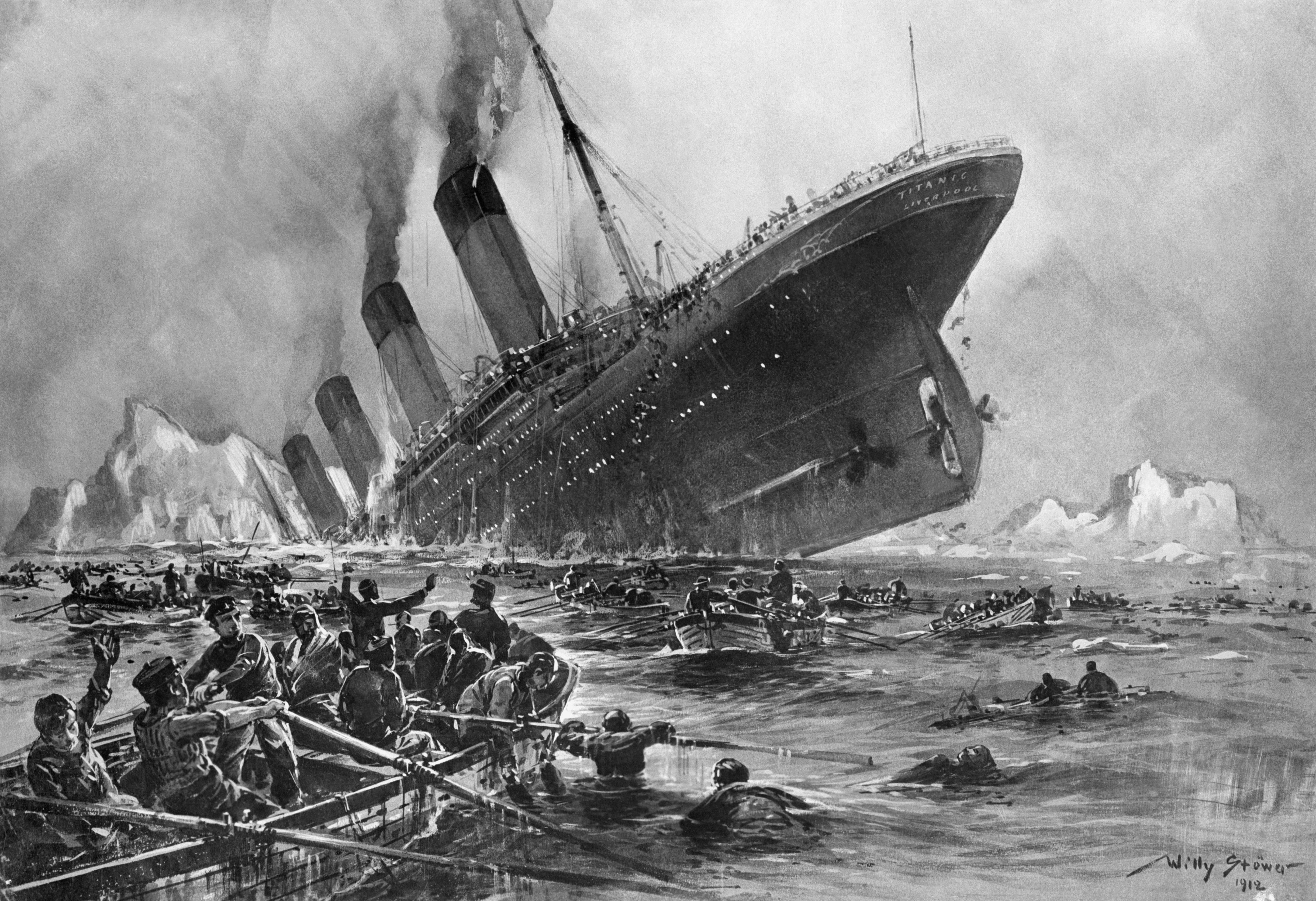
غرق تيتانيك.

- 15 أبريل 1912: اصطدام عابرة المحيط البريطانية تيتانيك والتي تعد أضخم وأفخم سفينة في زمانها بجبل جليدي وغرقها في شمال المحيط الأطلسي قبل انتهاء رحلتها الأولى في 15 أبريل 1912. مات جراء تلك الكارثة ألف وخمسمئة وسبعة عشر شخصا (1517).
- 11 يناير 1914: ثار البركان ساكوراجيما مما أدى إلى وفاة 35 شخصا. بالإضافة إلى ذلك تم دفن الجزر المحيطة بها. فأنشئ برزخ بين ساكوراجيما والأرض الرئيسية.
- 7 مايو 1915: نسفت عابرة المحيط البريطانية لوسيتانيا عن بواسطة طوربيدات غواصة يو-20 قبالة كنسال جنوب إيرلندا. وغرقت في 18 دقيقة ومعها 1,198 شخص من ضمنهم 128 أمريكيا. وكان الغرق عاملا في القرار الأمريكي للدخول في الحرب العالمية الأولى بعدها بعامين.
- 21 نوفمبر 1916: غرق السفينة بريتانيك في انفجار أثناء مرورها عبر قناة مزروعة بالألغام في بحر إيجة وغرقت في 55 دقيقة.
- عاصفة من بحر الشمال تضرب هولندا سنة 1916 وتسبب بفيضانات ومقتل أكثر من 10 آلاف شخص.
- اجتياح الإنفلونزا الأسبانية العالم من الفترة 1918 وحتى 1920 وتسببت بموت مابين 20 إلى 100 مليون شخص.

## أحداث عالمية أخرى مهمة
- 1911 اكتشف حيرام بينغهام قلعة ماتشو بيتشو.
- 1914 اكتمال قناة بنما.
- 1914 - 1918 الحرب العالمية الأولى تسود جميع ارجاء العالم الغربي.
- 1916 معاهدة الحماية البريطانية على قطر. حيث وقعت بريطانيا معاهدة مع الشيخ عبد الله بن قاسم وذلك لإدخال قطر تحت نظامها المعروف باسم إدارة الإمارات المتصالحة.

## علوم وتقنية

### تقنية

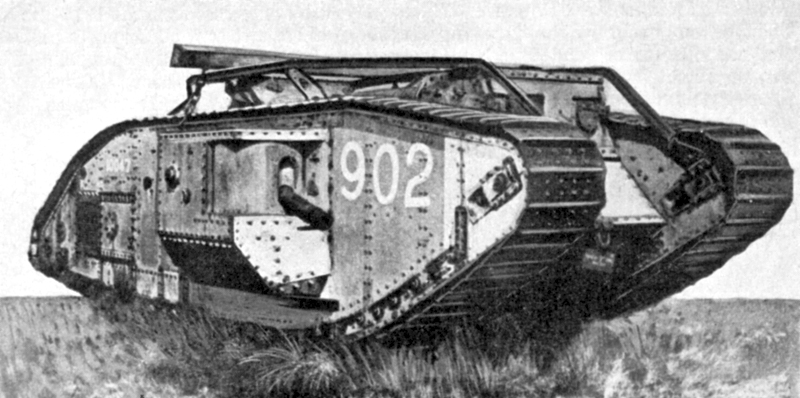
دبابة الحرب العالمية الأولى البريطانية مارك V

- براءة اختراع جيدون صندباك لأول سحّاب.[4]
- اختراع هاري بريرلي لفولاذ مقاوم للصدأ.[5]
- اختراع تشارلز سترايت لأول محمص الخبز.[5][6]
- هيمنة سيارة فورد موديل T. حيث بيع منها كمية أكثر من عدد السيارات الأخرى مجتمعة في 1914.[7]
- ظهور الدبابة في الحرب العالمية الأولى، واستخدمها الجيش البريطاني والفرنسي والألماني.[5]

### علوم
- ظهور نظرية ألبرت أينشتاين عن النسبية العامة.[8]
- اكتشاف ماكس فون لاوه حيود الاشعة السينية عن طريق البلورة.[9]
- ألفريد فاجنر يطرح نظريته من الانجراف القاري.[10]

## ثقافة شعبية
- البرامج الإذاعية أصبحت أكثر جماهيرية.
- ظهور فيلم أوليفر تويست سنة 1912 وهو أول الأفلام الأمريكية الطويلة.
- ظهور أول الأفلام الجماهيرية سنة 1912 واسمه (The Musketeers of Pig Alley) من إخراج ديفيد غريفيث.
- هوليوود تحل محل الساحل الشرقي في صناعة السينما.
- أول ظهور لعلامة شارلي شابلن التجارية وهي الشارب والبنطال الفضفاض، رمز الصعلوك الصغير حيث جسّمها في فيلمه سباقات سيارات الأطفال في فينيسا سنة 1914.
- أول إفريقي أمريكي ينشأ ستوديو للتصوير واسمه (Lincoln Motion Picture Company) سنة 1917.
- الأخوة وارنر برذرز وهم (الأكبر فالأصغر) هاري والبرت وسام وجاك يفتحون أول استوديو لهم في الساحل الغربي سنة 1918.
- أول كلمات متقاطعة تظهر سنة 1913.
- أول تسجيل لموسيقى الجاز.
- أول أفلام طرزان سنة 1918 واسمه طرزان سيد القرود بطولة إلمو لنكولن.

### رياضة
- أقيمت ألعاب أولمبية صيفية 1912 في ستوكهولم بالسويد.
- إلغاء ألعاب أولمبية صيفية 1916 المقر اجراءها في برلين بسبب الحرب.

### الأدب والفنون
| - ديفيد لورانس يصدر روايته أبناء وعشاق سنة 1913. - سومرست موم يصدر روايته (عبودية الإنسان Of Human Bondage). - إدغار رايس بوروس يصدر روايته (طرزان والقردة). - جيمس جويس يصدر روايتيه (لوحة الفنان كأنه شاب A Portrait of the Artist as a Young Man) و(اهالي دبلن Dubliners) | - جورج برنارد شو يصدر مسرحيته بجماليون. - توماس مان يصدر روايته (موت في فينيسيا) - نهاية حقبة اسلوب نوفو الفني وبداية الفن الزخرفي. |

## أعلام

### قادة دول
| - الرئيس ريمون بوانكاريه (فرنسا). - الرئيس جورج كليمنصو (فرنسا). - رئيس الوزراء أندرو فيشر (أستراليا). - رئيس الوزراء جوزيف كوك (أستراليا). - رئيس الوزراء بيلي هيوز (أستراليا). - القيصر فرانز جوزيف الأول (النمسا-المجر). - القيصر كارل الأول (النمسا-المجر). - رئيس الوزراء السير روبرت بوردن (كندا). - الإمبراطور بوئي من سلالة تشينغ (الصين). - الرئيس صن يات سين (جمهورية الصين). - الرئيس يوان شيكاي (جمهورية الصين) وأصبح امبراطورا لفترة قصيرة. - الرئيس شو شيتشانغ (جمهورية الصين). - القيصر فيلهلم الثاني (ألمانيا) - المستشار تيوبالت فون بتمان هولفيغ (ألمانيا) - الملك فيكتور عمانويل الثالث (إيطاليا) - البابا بيوس العاشر. - البابا بندكت الخامس عشر | - السلطان محمد الخامس (الدولة العثمانية) - السلطان محمد السادس (الدولة العثمانية) - الشاه أحمد مرزا (فارس). - القيصر نيقولا الثاني (روسيا). - رئيس الوزراء غيورغي لفوف (روسيا). - رئيس الوزراء ألكسندر كيرينسكي (روسيا). - الرئيس ليف كامينيف (روسيا). - الملك بيتر الأول (صربيا). - الملك ألفونسو الثالث عشر (إسبانيا). - رئيس الوزراء خوسيه كناليخاس (إسبانيا). - رئيس الوزراء ادواردو داتو (إسبانيا). - السلطان حسين كامل (سلطنة مصر). - السلطان فؤاد الأول (سلطنة مصر). - الملك جورج الخامس (المملكة المتحدة لبريطانيا العظمى وإيرلندا). - رئيس الوزراء هربرت أسكويث (المملكة المتحدة لبريطانيا العظمى وإيرلندا). - رئيس الوزراء ديفيد لويد جورج (المملكة المتحدة لبريطانيا العظمى وإيرلندا). - الرئيس ويليام هوارد تافت (الولايات المتحدة). - الرئيس وودرو ويلسون (الولايات المتحدة). |

### فنانين مؤثرين
| - بابلو بيكاسو - جورج براك - هنري ماتيس - مارسيل دوشامب | - فاسيلي كاندينسكي - كازيمير ماليفيتش - جورجيو دي شيريكو |